# The 'Teddy' Bears

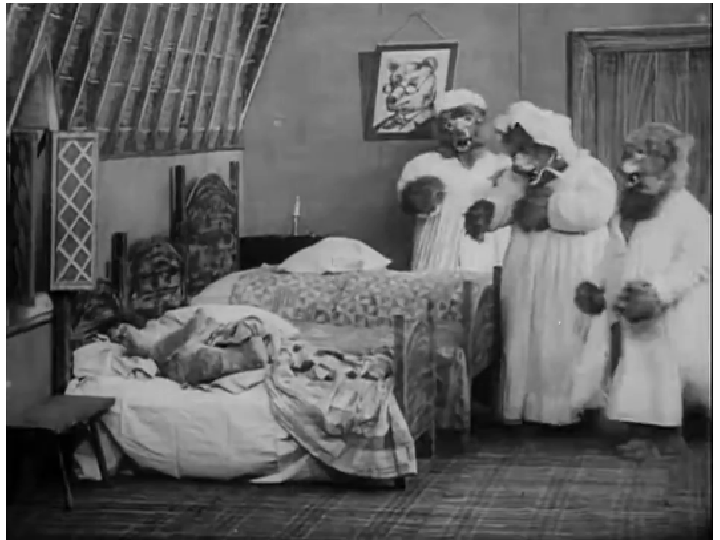

The 'Teddy' Bears è un cortometraggio muto del 1907 diretto da Wallace McCutcheon e Edwin S. Porter.

## Trama
Il film riprende la fiaba Riccioli d'oro e i tre orsi e la unisce a un famoso fatto di cronaca del tempo: durante una partita di caccia Theodore Teddy Roosevelt aveva risparmiato un cucciolo di orso dopo averlo reso orfano.
Nel film Riccioli d'oro siede sulle sedie degli orsi, mangia la loro minestra e dorme nel letto del cucciolo, dove viene sorpresa dai legittimi proprietari al loro ritorno. Vi è poi la scena dell'inseguimento a cui pone fine l'incontro con un cacciatore che spara a mamma e papà orso e risparmia il piccolo. Il cacciatore è proprio Roosevelt, che così diventa l'eroe della vicenda. Il film si conclude con Roosevelt che fa dono a Riccioli d'oro del cucciolo di orso, tenuto alla catena, e regala alla bambina anche una collezione di orsetti di pezza che aveva spiato qualche scena prima attraverso il buco della serratura.
Lo stesso fatto di cronaca da cui prende le mosse il cortometraggio fu lo stesso che lanciò la moda, tutt'oggi in uso, degli orsacchiotti di peluche.

## Produzione
Il film fu prodotto dalla Edison Manufacturing Company. La copia stampata originale del film in bianco e nero venne completamente colorata.

## Distribuzione
Distribuito dalla Edison Manufacturing Company, il film - un cortometraggio in una bobina - uscì nelle sale cinematografiche USA il 2 marzo 1907.
Copia della pellicola, proveniente dalla Richard Marshall Collection, viene conservata negli archivi della Library of Congress.